# 안테나 (쿠루리의 음반)
《안테나》(アンテナ Antenna[*])는 쿠루리의 다섯 번째 정규 음반이다. 2004년 3월 10일 스피드스타 레코드를 통해 발매되었다.
새 멤버로 가입한 크리스토퍼 맥과이어가 참가한 유일한 음반이다. 기시다는 이 음반에 대해 잡지 《로킹 온 재팬》에서 '크리스토퍼의 음반이라고 생각했다.'라며 감상을 밝혔다.
2003년 5월 영국 글래스고에서 모과이 등의 프로듀서로 알려진 토니 두건과 음반에 수록된 〈Race〉, 〈굿모닝〉, 〈How to Go〉를 녹음했다. 수록곡 가운데 〈로큰롤〉과 〈How to Go〉가 선행 싱글로 발매되었다. 또 세 번째, 네 번째 음반에 참가한 다카야마 도루가 이번 음반에도 레코딩 엔지니어로 참가했다.
이전 음반에서 보여준 하우스와 테크노, 댄스 뮤직의 요소를 줄이고 초기의 단순하고 직선적인 밴드 사운드가 특징인 음반으로, 쿠루리의 음반 가운데 유일하게 영어 번역 가사가 적인 카드가 포함되어 있다.
〈굿모닝〉은 후에 야노 아키코가 커버하기도 했다.

## 수록곡
| #   | 제목                          | 재생 시간 |
| --- | ----------------------------- | --------- |
| 1.  | 〈굿모닝〉 (グッドモーニング) |           |
| 2.  | 〈Morning Paper〉             |           |
| 3.  | 〈Race〉                      |           |
| 4.  | 〈로큰롤〉                    |           |
| 5.  | 〈Hometown〉                  |           |
| 6.  | 〈불꽃놀이〉                  |           |
| 7.  | 〈검은 문〉                   |           |
| 8.  | 〈꽃의 물총〉                 |           |
| 9.  | 〈밴드웨건〉                  |           |
| 10. | 〈How To Go (Timeless)〉      |           |

## 만든 사람
- 기시다 시게루 - 보컬, 기타
- 사토 마사시 - 베이스, 보컬
- 오무라 닷신 - 기타, 보컬
- 크리스토퍼 맥과이어 - 드럼, 보컬, 탬버린, 퍼커션

- 클리프 아몬드 - 드럼, 퍼커션 (〈굿모닝〉, 〈Race〉)
- 루이즈 터너 - 피아노, 로즈 피아노 (〈굿모닝〉)
- 그레그 로슨 - 바이올린 (〈굿모닝〉, 〈Race〉)
- W. 로벤하이머 - 바이올린 (〈굿모닝〉, 〈Race〉)
- 도널드 기르안 - 첼로 (〈굿모닝〉, 〈Race〉)
- 고시마 요시코 - 보컬 (〈Hometown〉)
- 호리에 히로히사 - 오르간 (〈검은 문〉)